# Вурад I
Вурад I (*Uurad, Vurad, Ferat, Pherath, д/н — 842) — король піктів у 839—842 роках.

## Життєпис
Про походження існують різні гіпотези: за однією він був сином або онуком сестри короля Альпіна II, за другою — сином доньки Фергоюса II, короля Дал Ріади. Батько вважається Баргайтч, що за національністю напевне був скоттом. Ім'я цього короля позначено на Дростенському камені.
У 839 році після смерті короля Еогана I стає новим королем держави. Боровся проти норманів. На час панування Вурада I відноситься одна з версій про апостола Андрія.
Помер у 842 році. Йому спадкував старший син Бруде VI.

## Родина
- Бруде, король у 842 році
- Кініод, король у 842—843 роках
- Друст, король у 845—847